# MTV Day 2004
L'MTV Day 2004 (o MTV Day: Live & Loud) si è tenuto a Bologna all'Arena Parco Nord il 19 settembre 2004. L'intera manifestazione è stata trasmessa in diretta da MTV a partire dalle 14:00 fino alla fine della giornata.

## Performers
- Articolo 31
- The Black Eyed Peas
- Caparezza
- Francesco Renga
- Frankie hi-nrg mc
- Max Gazzè
- Meganoidi
- Piero Pelù
- Verdena